# Koos Schregardus
Johanna Jacoba (Koos) Schregardus (Groningen, 12 juni 1897 – Saint-Cybranet, 29 mei 1976) was een Nederlandse uitgeefster.

## leven en werk
Schregardus werd in 1897 in Groningen geboren als dochter van de inspecteur van een levensverzekeringsmaatschappij Hendrik Cornelis Schregardus (1862-1919) en Cornelia Tuithof (1859-1945). In 1925 vestigde zij zich in Amsterdam waar zij met haar partner Tine van Klooster een uitgeverij oprichtte. Aanvankelijk begonnen zij de uitgeverij De Branding, als snel gevolgd - in 1926 - door de uitgeverij De Spieghel. Van Klooster, die letterkunde had gestudeerd, behartigde de inhoudelijke portefeuille en Schregardus nam de zakelijke leiding van het bedrijf voor haar rekening. Voor de Tweede Wereldoorlog wisten beiden een gevarieerd fonds op te bouwen. Daarnaast leverde Schregardus als auteur een aandeel in de reeks "Onze Hollandsche molen", een tweedelige serie, uitgegeven door De Spieghel in de periode 1926 t/m 1929. In 1939 nam ze de vertaling van een werk van de Russische auteur Nikolaj Aleksandrovič Berdjaev (1874-1948) voor haar rekening. Het boek verscheen bij De Spieghel onder de titel "Beteekenis en oorsprong van het Russische communisme".
Tijdens de Tweede Wereldoorlog weigerde Schregardus lid te worden van de Kultuurkamer. Clandestien gaf De Spieghel tekeningen van Cor van Teeseling uit. Schregardus en haar partner raakten betrokken bij verzetsactiviteiten. Ze boden onderdak aan de verzetsleider Gerrit Jan van der Veen. Door verraad werd niet alleen Van Veen maar ook Tine van Klooster gevangengenomen. Van Klooster overleed in 1945 in het vrouwenkamp Ravensbrück aan ziekte en ontberingen. Schregardus was tijdens de arrestatie niet thuis en overleefde de oorlog.
Na de bevrijding kreeg Schregardus toestemming om de uitgeverij De Spieghel weer voort te zetten. Zij deed dit samen met Suzy van Hall, met wie zij had samengewerkt in het verzet. Van Hall was tegelijk met Tine van Klooster gearresteerd en gedeporteerd, maar zij overleefde de oorlog. Schregardus en Van Hall waren ook actief in het bestuur van de Stichting Kunstenaarsverzet 1942-1945, een stichting waarvan zij de medeoprichters waren. In de jaren vijftig vertrokken zij naar Frankrijk en vestigden zich in de Dordogne. In 1954 besloot Schregardus haar uitgeverij te verkopen. Zij overleed in 1976 in Saint-Cybranet op 78-jarige leeftijd. Haar partner Suzy van Hall overleed in 1978.